# Dzüüngovi
Dzüüngovi sum (mongoliska: Зүүнговь Сум, Dzüüngovĭ, Зүүнговь, Dzüüngovĭ Sum) är ett distrikt i Mongoliet.   Det ligger i provinsen Uvs, i den nordvästra delen av landet, 1 000 km väster om huvudstaden Ulaanbaatar.